# 國際資源委員會
國際資源委員會（英語：International Resource Panel, IRP），舊名國際資源小組，由聯合國環境署於2007年成立，宗旨在研究並分享如何改善全球資源利用等相關知識。委員會成員包含資源管理領域傑出的科學家，他們探討全球資源利用之關鍵議題，以及相關科學、技術及經濟社會領域之發展，並編制評估報告提供政策參考。
同時，委員會也在政策制定者、產業界和各組織之間建立聯繫管道，並就改善全球和在地資源管理提供建議，致力於引導一般消費者避免過度消費，浪費和生態危害，並實現更加繁榮及可持續的未來。
根據預測，全球人口將在2050年達到92億人，伴隨著全球經濟持續成長，國際資源委緣會有急迫性任務協助改善資源利用及循環的方式，引導世界成為一個社會公平、經濟利益和環境健康兼顧的全球資源利用系統。
國際資源委員會的具體任務是：
- 研究自然資源的可持續循環利用性，以及生命週期不同階段對環境的影響，提供獨立並專業的科學評估。
- 強化理解使經濟增長與避免環境退化之方式

## 重要性
全球資源開採量於從1900年約70億噸增加到2000年的約550億噸。資源利用和相關環境破壞增加的原因包括人口增長和經濟增長。各種採掘業造成不同的環境影響。燃燒化石燃料，如石油和天然氣，會造成局部空氣污染，並增加二氧化碳排放導致氣候變遷。使用生物質，尤其是木材，往往會導致土地退化和喪失生物多樣性。
採集工業礦物，礦石和建築材料導致開採地點的土地退化和土壤污染，採礦、加工和運輸也導致大量的能源消耗。採掘後的廢物也經常對環境產生不良影響，甚至具有毒性。這些導致天然土地被轉變為農業用地，過度開採和生態系統的分裂。而國際資源委員會的目標，便是提供經同行評審的科學評估，以往可持續和公平的方式前進。

## 架構
國際資源委員會主要由科學專家小組（Panel Member）、指導委員會（Steering Committee）以及秘書處（Secretariat）構成。35名以上来自不同的學術領域的專家學者成員組成科學專家小組，環境署下的小型秘書處負責提供支援。指導委員會委員會由各國政府、歐盟委員會和聯合國環境署的代表组成，負責指導策略方向，確保相關政策及監督預算。
目前，前歐盟環境專員Janez Potočnik （页面存档备份，存于）及前巴西環境部部長Izabella Teixeira （页面存档备份，存于）擔任聯合主席。

### 指導委員會成員国
指導委員會成員國有阿根廷、比利時、中國、智利、哥倫比亞、哥斯大黎加、芬蘭、法國、德國、印度尼西亞、印度、意大利、日本、約旦、哈薩克斯坦、肯尼亞、馬來西亞、墨西哥、荷蘭、挪威、秘魯、菲律賓、南非、瑞士、美國、越南、瑞典、突尼西亞。

### 合作夥伴
國際資源委員會的合作夥伴包括經濟合作與發展組織，國際商會，國際科學理事會，國際自然保護聯盟，世界可持續發展工商理事會等。

## 戰略夥伴
| 戰略夥伴                                                                                 |
| ---------------------------------------------------------------------------------------- |
| Earth Commission （页面存档备份，存于）                                                  |
| 艾伦·麦克阿瑟基金会 (Ellen MacArthur Foundation) （页面存档备份，存于）                  |
| German International Cooperation Agency for Development (GIZ) （页面存档备份，存于）     |
| International Chamber of Commerce (ICC) （页面存档备份，存于）                           |
| 国际科学理事会 (International Council for Science) （页面存档备份，存于）                |
| 国际自然保护联盟 (International Union for Conservation of Nature) （页面存档备份，存于） |
| One Planet Network （页面存档备份，存于）                                                |
| 经济合作与发展组织 (OECD)                                                                |
| 加速循环经济平台 (Platform for Accelerating the Circular Economy) （页面存档备份，存于） |
| PBL Netherlands Environmental Assessment Agency （页面存档备份，存于）                   |
| SUN Institute Environment and Sustainability （页面存档备份，存于）                      |
| 联合国亚洲及太平洋经济社会委员会 (UN ESCAP)                                              |
| 拉丁美洲和加勒比经济委员会 (UN ECLAC)                                                    |
| UN Science-Policy-Business Forum on the Environment （页面存档备份，存于）               |
| 世界企业永续发展委员会 (WBCSD)                                                           |
| 世界经济论坛 (WEF)                                                                       |
| 世界资源论坛 (World Resources Forum) （页面存档备份，存于）                              |
| 世界资源研究所 (World Resources Institute) （页面存档备份，存于）                        |

## 當前關注重點
- 全球資源利用和可持續性資源管理的趨勢和未来目標
- 向資源效率更高的經濟和社會轉型過程中的社會經濟影響
- 全球氣候變遷議程中的可持續性資源管理
- 可持續資源管理與遷移和衝突的連接性[2]

## 出版物
以下是國際資源委員會於 2011 年至 2020 年期間出版的報告及評估，均可至網站查詢：www.resourcepanel.org/reports
- 资源的可持续性贸易：贸易、全球物质流与循环 （页面存档备份，存于）（2020）

- 资源效率与气候变化：材料效率策略以实现低碳未来 （页面存档备份，存于）（2020）

- 2019年全球资源展望：自然资源与所期未来 （页面存档备份，存于）(2019)

- 二十国集团的自然资源利用：现状、趋势及解决方案 （页面存档备份，存于）（2019）

- 恢复土地以实现可持续发展目标 （页面存档备份，存于）（2019）

- 21世纪矿产资源治理:推动采掘业走向可持续发展 （页面存档备份，存于）（2019）

- 价值再定义—制造业革命：循环经济中的再制造、翻新、维修和直接再利用 （页面存档备份，存于）（2018）

- 资源效率与可持续发展：对二十国集团要点 （页面存档备份，存于）（2018）

- 城市的重量：未来城市化的资源需求 （页面存档备份，存于）（2018）

- 评估全球资源利用：提升资源效率与减少污染的系统方法 （页面存档备份，存于）（2017）

- 资源效率：潜能与经济启示 （页面存档备份，存于）（2017）

- 绿色的科技选择：低碳科技对环境与资源的启示 （页面存档备份，存于）（2017）

- 全球物质流与资源生产力 （页面存档备份，存于）（2016）

- 绿色的能源选择：低碳发电技术的益处、风险和权衡 （页面存档备份，存于）（2016）

- 释放土地资源的可持续潜力:评估体系、策略与工具 （页面存档备份，存于）(2016)

- 粮食系统与自然资源 （页面存档备份，存于）（2016）

- 国际资源贸易：从生物物理学角度评估 （页面存档备份，存于）（2015）

- 可持续发展目标的政策连贯性 （页面存档备份，存于）（2015）

- 气候变化的十要点 （页面存档备份，存于）（2015）

- 将经济发展与水的利用与污染脱钩的选择 （页面存档备份，存于）（2015）

- 脱钩：科技机遇与政策选项 （页面存档备份，存于）（2014）

- 管理和保护自然资源以实现持续的经济和社会发展 （页面存档备份，存于）(2014)

- 评估全球土地使用:平衡消费与可持续供应 （页面存档备份，存于）（2014）

- 建设自然资本:REDD+如何支持绿色经济 （页面存档备份，存于）（2014）

- 城市脱钩：城市资源流动与基础设施转化治理 （页面存档备份，存于）（2013）

- 金属回收：机遇，限制，基础设施 （页面存档备份，存于）（2013）

- 人为金属流动与循环的环境风险和挑战 （页面存档备份，存于）（2013）

- 负责任的资源管理与可持续的世界 （页面存档备份，存于）（2012）

- 在绿色经济下衡量水资源利用 （页面存档备份，存于）（2012）

- 自然资源利用与环境影响和经济发展的脱钩 （页面存档备份，存于）（2011）

- 金属回收率：现状报告 （页面存档备份，存于）（2011）

- 评估消费与生产行为的环境影响：优先级产品及材料 （页面存档备份，存于）（2010）

- 社会金属库存:科学综合报告 （页面存档备份，存于）（2010）

- 评估生物燃料以实现资源可持续生产与利用 （页面存档备份，存于）（2009）

## 全球物質流數據庫
國際資源委員會權威性的物質流數據庫提供有關全球物質採掘與貿易數據，有助於理解過去 40 年世界經濟、人口與物質使用間的關聯。此數據涵蓋世界 7 個地區，185 個以上國家，直接提供以消費為基礎的物質流動指標，包含總用量、人均用量和每 1 美元的材料用量等方面，並針對不同類別材料提供詳細資訊。